# Колчевников, Михаил Юрьевич
Михаи́л Ю́рьевич Колче́вников (29 августа 1947, Бийск, Алтайский край, СССР — 10 августа 2005, река Катунь, Республика Алтай, Россия) — спортсмен-водник, мастер спорта СССР (1979), заслуженный мастер спорта России (2001), судья республиканской категории. В составе организованных групп был автором первых прохождений ряда водных маршрутов 6 категории сложности в горах Республики Алтай, Бурятии, Казахстана. В 1989 году стал одним из организаторов и главным судьёй первых в мире международных соревнований по рафтингу. Погиб 10 августа 2005 года при прохождении порога Аккемский прорыв 5 категории сложности на реке Катунь. В 2009 году посмертно был включён в международную Аллею славы «Белая вода» (International Whitewater Hall of Fame) в номинации «Новатор», став первым и единственным россиянином в этом списке.

## Биография
Колчевников Михаил Юрьевич родился 29 августа 1947 года в Алтайском крае в городе Бийске. В 1971 году закончил Томский государственный университет по специальности инженер-физик. После окончания университета вернулся в Алтайский край в город Барнаул, где работал начальником радиолокатора в городском аэропорту вплоть до 1979 года.
Ещё во время учёбы в университете, Колчевников увлёкся водным туризмом. Первые серьёзные походы были совершены им в середине 1970-х годов. В 1974 году он в статусе руководителя группы совершил первое прохождение ряда порогов на реке Башкаус по маршруту 6 категории сложности от устья реки Ильдугем до Телецкого озера на плотах.
Кроме спортивной деятельности, Колчевников уделял много внимания развитию туризма в целом и водного туризма в частности. В 1976 году он был назначен на пост председателя водной подкомиссии Алтайской маршрутной краевой комиссии (МКК). В этом же году он был в числе первопроходцев участка в верховьях реки Чуя под названием Мажойский каскад с рядом порогов 5 и 6 категории сложности также в качестве руководителя. В 1977 году Колчевников стал первопроходцем верховий реки Онот в Бурятии (6 категория сложности).
В 1978 году прошли первые в СССР комплексные соревнования туристов-водников на реке Чуя, получившие название «Чуя-ралли». Первые соревнования «Чуя-Ралли» в мае 1978 года являлись региональными соревнованиями спортсменов-водников и в большей степени были предсезонным тренировочным сбором водников. Много внимания на первых соревнованиях было уделено теоретической и практической подготовке в области безопасности проведения сплавов. Колчевников был одним из основателей этих соревнований. Идея подобных соревнований пришла к нему ещё в 1974 году, и спустя 4 года её удалось реализовать. Впоследствии, в течение многих лет, Колчевников был одним из организаторов и главным судьёй соревнований.
В 1979 году Колчевников стал первопроходцем сразу двух алтайский рек 6 категории сложности — Богояш и Чулышман. В этом же году он окончательно решил сменить род деятельности и перешёл работать в сферу туризма. В течение следующих 10 лет, с 1979 года по 1988 год, он работал заведующим оргмассовым отделом на Алтайской краевой станции юных туристов. В 1979 году Колчевникову было присвоено звание мастера спорта СССР.
В 1980-х годах Колчевников продолжал заниматься развитием водного туризма. В 1981 году он стал председателем Алтайской краевой федерации туризма. На соревнования «Чуя-Ралли», организатором которых он продолжал быть в течение всего этого времени, начали приезжать спортсмены из других регионов СССР, и соревнования получили статус всесоюзных. А в 1989 году прошли первые в мире международные соревнования водников, на которых Колчевников был главным судьёй. На Чуе собрались представители многих стран и континентов, в том числе США, Великобритании, Германии, Италии, Франции, Канады, Непала, Австралии, Новой Зеландии, Коста-Рики, ЧССР, Индии, Польши и других. Соревнования 1989 года послужили толчком к развитию международных отношений между спортсменами-водниками, позволили советским и иностранным спортсменам обменяться опытом, положили начало активному использованию рафтов в качестве средства сплава и зародили рафтинг как таковой. После соревнований Колчевников стал членом президиума Всесоюзной федерации туризма, а в 1990 году ему было присвоено звание судьи республиканской категории.
Наряду с развитием туризма, в 1980-х годах Колчевников добавил в свой актив ещё несколько первых прохождений сложных рек. Так, в 1982 году он стал первопроходцем двух рек в Алтайских горах, имеющих 6 категорию сложности — Акалаха и Аргут. В 1984 году им были совершены первые прохождения рек Орто и Тентек в Казахстанe и Кыргызстане.
В 1988—1989 годах Колчевников занимал пост тренера сборной СССР в спортивно-альпинистском лагере «Алтай». В 1989 году он основал собственную туристическую фирму в городе Барнаул «Алтур», которую возглавлял вплоть до своей смерти в 2005 году.
С конца 1980-х годов Колчевников начал одним из первых водников СССР практиковать сплавы за пределами страны. В 1988 году он прошёл обучение на реке Колорадо в качестве гида. В 1989—1991 годах Колчевников стал участником и руководителем нескольких маршрутов по рекам Нантахала (1990), Холичаки (1990), Арканзас (1991) в США, Замбези (1991, Замбия — Зимбабве), Ревертазан (1991) и Пакуаре (1991) в Коста-Рике, Чорох (1993, Турция) и других. На вторых международных соревнованиях в 1990 году в США и третьих в 1991 году в Коста-Рике он был членом жюри. В рамках проекта «Project raft» в начале 90-х годов Колчевников стал одним из инициаторов обмена опытом между Россией и США и проведения водных походов.
В начале 2000-х годов Колчевников основал ряд соревнований, которые впоследствии вышли на российский уровень. В 2000 году он был в числе основателей Кубка России по рафтингу на Катуни. В 2003 году им были основаны соревнования среди молодёжи на реке Кумир, которые получили статус всероссийских соревнований. Помимо этого, в 2001 году он возглавил Алтайскую краевую федерацию рафтинга, которой он управлял до своей смерти в 2005 году. В 2001 году Колчевникову было присвоено звание заслуженного мастера спорта России. В 2003 году под его руководством прошло первое скоростное прохождение реки Катунь за 24 часа.

### Смерть
Михаил Юрьевич Колчевников трагически погиб 10 августа 2005 года при прохождении порога Аккемский прорыв (или Аккемская труба) 5 категории сложности на Верхней Катуни. Колчевников был руководителем «коммерческого сплава», всего в его группе было 3 рафта и катамаран-двойка. Также в этот день порог проходили ещё несколько групп. Общая численность участников составила 43 человека. Рафт, который вёл Колчевников, перевернулся в третьей ступени порога. Следом за группой Колчевникова шёл другой рафт, который пытался повторить траекторию их движения, но перевернулся в том же месте. В результате больших валов и бочек, много людей одновременно оказались в воде оторванными от рафтов. Группа страховки сумела быстро вытащить почти всех, кроме двоих. В итоге оба туриста погибли. Одним из них был Колчевников, вторым оказался В. Комиссаров 1954 года рождения. Участники групп самостоятельно смогли вытащить тела из воды и доставить в морг. Официального расследования происшествия Алтайская краевая федерация туризма не проводила.

## Личная жизнь
Колчевников был женат на Светлане Васильевне Колчевниковой, с которой он вместе учился в одной школе и университете. Уже в университете они начали вдвоём заниматься водным туризмом. Светлана Васильевна является мастером спорта СССР, членом Совета Федерации спортивного туризма Алтайского края, постоянным членом Оргкомитета по организации соревнований «Чуя-Ралли». У Светланы и Михаила есть сын Андрей.

## Память
С 2006 года, следующего после его смерти, ежегодные соревнования «Чуя-Ралли» посвящены памяти Михаила Юрьевича Колчевникова.
В городе Барнауле на доме по адресу ул. Чкалова, 89, установлена мемориальная доска Михаилу Юрьевичу Колчевникову. На ней указано, что «В этом здании с 1988 по 2005 гг. работал Колчевников Михаил Юрьевич, мастер спорта международного класса, основатель школы водного туризма на Алтае и соревнований „Чуя-ралли“». Открытие доски состоялось 1 декабря 2007 года.
В 2009 году по представлению Федерации Рафтинга России, Колчевников был выдвинут кандидатом в международную Аллею славы «Белая вода» (International Whitewater Hall of Fame) в номинации «Новатор» («Pioneer») за вклад в развитии водных видов спорта. По результатам голосования группы из 29 международных экспертов он стал первым и единственным россиянином, включённым в Аллею.